# Elies Fajfaj
Elies Fajfaj o Elyes Fakhfakh (Túnez, 1972) es un ingeniero y político tunecino que desde el 27 de febrero hasta el 2 de septiembre de 2020 fue el jefe de gobierno de Túnez. Fue ministro de Turismo entre 2011 y 2013 en el gobierno de Hamadi Jebali. También estuvo a cargo del Ministerio de Finanzas de 2012 a 2014, también bajo Jebali, y durante el gobierno de Ali Laarayedh . El 20 de enero de 2020 fue designado por el presidente Kaïs Saïed como jefe del gobierno tunecino tras el fracaso de Habib Jemli que no logró el apoyo de la Asamblea Tunecina.

## Biografía
Tiene formación en ingeniería; también es especialista en gestión humana y organizacional.

### Carrera de ingeniería
Comenzó a trabajar, a los 27 años, en Total siendo responsable de resolver problemas técnicos y organizativos complejos en puestos europeos, americanos y asiáticos. Entre 2004 y 2006, fue director de Operaciones para una nueva sede de Total en Polonia. Posteriormente pasó a ser director gerente de una empresa industrial tunecina especializada en componentes automotrices para exportación que pertenece a un gran grupo hotelero. Participó en el crecimiento del grupo, especialmente a nivel internacional.

### Trayectoria política
Se posiciona en el marco socialdemócrata,  miembro del partido Ettakatol  partido miembro de la Internacional Socialista que preside Mustapha Ben Jaafar. Después de la revolución de 2011, fue nombrado Ministro de Turismo en el gobierno de Hamadi Jebali sucediendo a Mehdi Houas y el 19 de diciembre de 2012 asumió también el Ministerio de Hacienda. Tiene experiencia como negociador con la Unión Europea, el Banco Mundial, ha intervenido en el Congreso de Washington y tiene experiencia internacional.
En 2019, fue candidato en las elecciones presidenciales. Liderando una campaña progresista, propuso la despenalización del cannabis y la prohibición de las pruebas anales y se declaró a favor de la igualdad de herencia entre mujeres y hombres. Confirmando que tiene nacionalidad francesa explicó que estaba haciendo trámites para abandonarla de conformidad con la Constitución. En la primera ronda electoral de las presidenciales logró el 0,34% de los votos emitidos. 
El 20 de enero de 2020 fue designado jefe de gobierno por el presidente Kaïs Saïed, según lo dispuesto en el artículo 89 de la Constitución. Recibió el apoyo del bloque democrático y de Tahya Tounes.  El 22 de enero, dimitió del partido Ettakatol para dedicarse a la composición del gobierno. El 27 de febrero logró la confianza del Parlamento tras 14 horas de debate con 129 votos a favor -el mínimo de votos exigible era de 109-, 77 en contra y una abstención, sobre 207 diputados presentes. En julio de 2020 dimite por un escándalo de corrupción. Le sucede en septiembre el hasta entonces ministro del Interior, Hichem Mechichi.